# Paraustrorhynchus elixus
Paraustrorhynchus elixus är en plattmaskart som först beskrevs av Ernst Marcus 1954, och fick sitt nu gällande namn av Tor Karling och Schockaert 1977. Paraustrorhynchus elixus ingår i släktet Paraustrorhynchus och familjen Polycystididae. Inga underarter finns listade i Catalogue of Life.